# Il-Wied tal-Pwales
il-Wied tal-Pwales - dolina typu Wadi na płaskowyżu Il-Ħotba ta’ San Martin na Malcie. Ograniczona stromymi brzegami, w porze deszczowej staje się ciekiem wodnym. Wchodzi w skład obszaru chronionego Is-Simar.

## Obszar zagrożony trwałym zniszczeniem
Naturalnie zabagniona dolna część doliny il-Wied tal-Pwales straciła swoje walory przyrodnicze, gdy została wysuszona na potrzeby prowadzenia gospodarki rolnej. Miejsce to zostało ostatecznie porzucone przez rolników. Następnie do lat 80. XX wieku dolina była wykorzystywana jako wysypisko, miejsce polowań, a także była zalewana okolicznymi ściekami.
W odpowiedzi na zagrożenie trwałym zniszczeniem, na przełomie lat 80. i 90. XX wieku w dolinie postanowiono utworzyć obszar chroniony. Prace rozpoczęto w 1992 roku, w dolinie i jej okolicach utworzono szereg cieków wodnych, niewielkich wysepek oraz posadzono setki drzew.

## Siedlisko ptaków
Tereny podmokłe w dolinie stanowią ważne siedlisko dla kilku gatunków ptaków wędrownych, a także miejsce zimowania dla niektórych gatunków.
W il-Wied tal-Pwales wiele gatunków ptaków ma okresy lęgowe, w tym trzcinniczek, kokoszka, łyska, chwastówka zwyczajna, Cisticola i wodniczka sardyńska.

## Obszar ochronny
W ramach obszaru Is-Simar pełni rolę azylu dla ptaków (ang. bird sanctuary) oraz uznawana jest za obszar specjalnej ochrony ptaków (ang. Special Protection Area, SPA).
Is-Simar ma również status specjalnego obszaru ochronnego w ramach programu Natura 2000.